# Falguni Pathak
Falguni Pathak (en guyaratí: ફાલ્ગુની પાઠક, en hindi: फाल्गुनी पाठक; nacida el 12 de marzo de 1964 en Vadodara), es una cantante india, que reside en Mumbai. Su música se basa en distintas formas musicales tradicionales del estado indio de la región de Gujarat. Desde su debut profesional en 1998, se ha convertido en una de las artistas con un gran reconocimiento después en su natal India.
El álbum debut fue lanzado en 1998, y también ha grabado e interpretado numerosas canciones para películas de Hollywood. La mayoría de sus temas musicales son dedicadas al amor. Ha participado en numerosos espectáculos de la India y en otros países, respaldados por una banda llamada Ta Thaiyaa. Ella participó recientemente en el Taarak Mehta Ka Ooltah Chashmah.

## Discografía
Hindi films:
- Yaad Piya Ki Aane Lagi - Pyaar Koi Khel Nahin (1999)

- Nach Nach Nach - Deewaanapan (2001)

- Yeh Zameen and Kahe Muralia - Pratha (2002)

- Aha Aha - Na Tum Jaano Na Hum (2002)

- Kanha Teri Basuri - Leela (2002)

Private Albums:
- Yaad Piya Ki Aane Lagi

- Maine Payal Hai Chhankayi

- Meri Chunaar Udd Udd Jaaye

- Dil jhoom jhoom naache

- Saawariyan Teri Yaad Mein

- Teri main prem deewani